# Яймля
Яймля — река в России, протекает в Крестецком районе Новгородской области. Устье находится в 59 км по правому берегу реки Холова, в 3 км северней пгт Крестцы. Длина реки составляет 42 км, площадь водосборного бассейна 246 км².
Принадлежит бассейну Балтийского моря. Берёт начало в Окуловском районе в обширном болоте, в малонаселённой местности, в 2 км к северо-западу от деревни Пехово.
На берегах реки расположено 6 деревень (от истока к устью): Зорька, Заречье, Ручьи, Подсека, Жары, Гряда.